# David Mauas
David Mauas (Buenos Aires, Argentina, 1968) es un fotógrafo y cineasta. Reside en Barcelona (España) desde el año 1997. 

## Biografía
David Mauas nació en Buenos Aires en 1968. Se licenció en Bellas Artes por la Academia Bezalel de Arte y Diseño de Jerusalén, Israel, dónde se especializó en el campo de la fotografía. En 1997 se traslada a Barcelona para cursar un doctorado en Comunicación Audiovisual en la Universidad Autónoma, aunque pasado un tiempo abandona sus estudios para dedicarse a la creación audiovisual.

## Filmografía
- Historias de un Librero (2000, España, 12 min)
- Quién mató a Walter Benjamin… (2005, España, Países Bajos, Alemania, 73 min)
- Goya, el secreto de la sombra (2011, España, 77 min)